# Novembre 1930

## Événements
- Hitler confie aux SS la police interne du parti national-socialiste.
- Premier vol du trimoteur français Wibault-Penhoët 280T

- 2 novembre : couronnement d'Hailé Sélassié Ier.

- 3 novembre : début de la présidence de Getúlio Vargas au Brésil. Il entreprend dès son arrivée au pouvoir de s’opposer à l’influence grandissante des communistes sur les syndicats brésiliens en créant un ministère du Travail et un ministère de l’Éducation et en faisant approuver une législation soumettant la reconnaissance des syndicats à de strictes conditions concernant leur idéologie. Entre 1930 et 1935, il met surtout l’accent sur la répression.
- 6 novembre: lancement à Saint-Nazaire du paquebot Georges Philippar qui, lors du retour de son voyage inaugural, coulera au large d'Aden après qu'un incendie se soit déclaré à bord le 16 mai 1932. Parmi les victimes - cinquante-deux-, figuraitUrgent Georges London, le plus célèbre journaliste de l'époque.

- 9 novembre : un équipage américain relie New York et le Panama sur un « Lockheed Sirius », en vol sans escale pour la première fois. 24 heures et 35 minutes de vol pour 3 600 km.

- 12 novembre : conférence de la Table ronde à Londres sur le statut des Indes britanniques. La première Conférence, qui réunit des modérés comme l’Aga Khan III ou Jinnah, est boycottée par le Congrès.

- 14 novembre : premier vol de l'avion de transport civil britannique Handley Page H.P.42.

- 16 novembre (royaume d'Irak) : le traité avec le Royaume-Uni est ratifié par le parlement, issus des élections de l’automne. Une opposition au traité, jugé trop favorable aux intérêts britanniques, se constitue au sein du parti de la fraternité arabe, dirigé par Yasin al-Hashimi, ancien officier supérieur de l’armée ottomane pendant la guerre.

- 21 novembre, France : arrestation d'Albert Oustric. L'Affaire Oustric, scandale politico-financier, provoquera la chute du cabinet Tardieu.

- 22 novembre[1] : le Premier ministre égyptien Imaïl Sidqi promulgue une nouvelle constitution qui renforce les pouvoirs du roi et du gouvernement. Il doit faire face à la crise économique mondiale, et édicte des réformes économiques et sociales et encourage le développement de l’industrie.

- 30 novembre : la commission des Mandats de la SDN adresse des recommandations en vue de préparer l’indépendance de l'Irak : respect des droits des minorités (Kurdes, Assyriens), droits d’usage plus importants du nouvel État sur les ressources pétrolières. L’Irak prend tous les engagements demandés en matière de respect des minorités, ce qui relance l’agitation. Le mouvement kurde est réprimé avec l’aide britannique tandis que les Assyriens réclament un État autonome au sein de l’Irak.

## Naissances
- 3 novembre : Mable John, chanteuse de blues et actrice de cinéma américaine († 25 août 2022).
- 4 novembre : Dick MacPherson, entraîneur de football américain († 8 août 2017).
- 5 novembre :
  - Richard Davalos, acteur américain († 8 mars 2016).
  - Clifford Irving, journaliste d’investigation et écrivain américain († 19 décembre 2017).
  - Hans Mommsen, historien allemand († 5 novembre 2015).
  - 6 novembre : Lou Cutell, acteur américain († 21 novembre 2021).
- 7 novembre : Antonio Marchesano, homme politique uruguayen († 24 janvier 2019).
- 11 novembre : Hugh Everett, physicien et mathématicien américain († 19 juillet 1982).
- 12 novembre : Tonke Dragt, auteure néerlandaise de livres pour enfants († 12 juillet 2024).
- 13 novembre : René-Samuel Sirat, grand rabbin français († 10 février 2023).
- 14 novembre : 
  - Jānis Pujats, cardinal lituanien, archevêque de Riga.
  - Edward White, astronaute américain († 27 janvier 1967).
  - Pierre Bergé, homme d'affaires et mécène français († 8 septembre 2017).
- 17 novembre : Arlette Gruss, artiste de cirque française († 2 janvier 2006).
- 18 novembre : Marcel Marlier, illustrateur belge († 18 janvier 2011).
- 20 novembre : Saybattal Mursalimov, cavalier soviétique de concours complet († 20 juillet 2014).
- 22 novembre : Owen Garriott, astronaute américain.
- 23 novembre : William Brock, homme politique américain († 25 mars 2021).
- 27 novembre : Gilbert Louage, peintre français.
- 29 novembre : Jean-Claude Fasquelle, éditeur français († 13 mars 2021).
- 30 novembre : Gordon Liddy, avocat américain († 30 mars 2021).

## Décès
- 2 ou 3 novembre : Alfred Wegener, astronome et météorologue allemand.
- 3 novembre : Rosalía Abreu, philanthrope et éleveuse de primates cubaine (° 15 janvier 1862).
- 7 novembre : Alexis-Armand Charost, cardinal français, archevêque de Rennes (° 14 novembre 1860).